# Andrena flavipes
Andrena flavipes Panzer, 1799 è un insetto apoideo della famiglia Andrenidae.

## Ecologia
Gli insetti del genere Andrena sono frequentemente chiamati in causa quali insetti impollinatori di orchidee del genere Ophrys. Tale relazione è legata ad una somiglianza chimica tra le secrezioni cefaliche di questi insetti e alcune sostanze volatili prodotte dalle specie del genere Ophrys  . 
In particolare Andrena flavipes è stata segnalata quale possibile insetto impollinatore di Ophrys fusca subsp. funerea  e Ophrys fusca subsp. obaesa .

## Tassonomia
Sul territorio italiano è presente con 3 sottospecie :
- A. flavipes flavipes
- A. flavipes alexandrina
- A. flavipes puber